# Wyhorlat (szczyt)

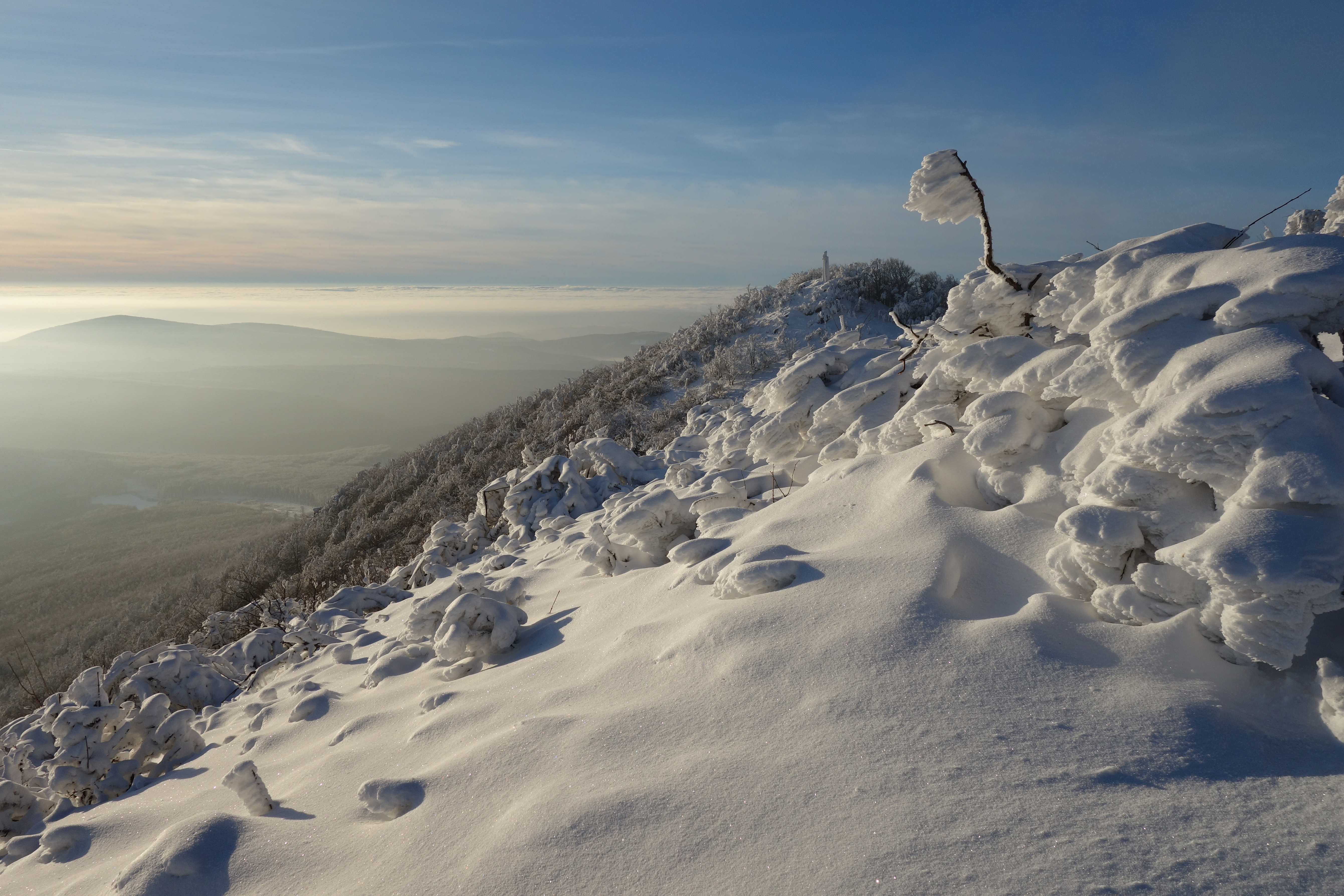
Zamrożony szczyt Wyhorlat w zimie

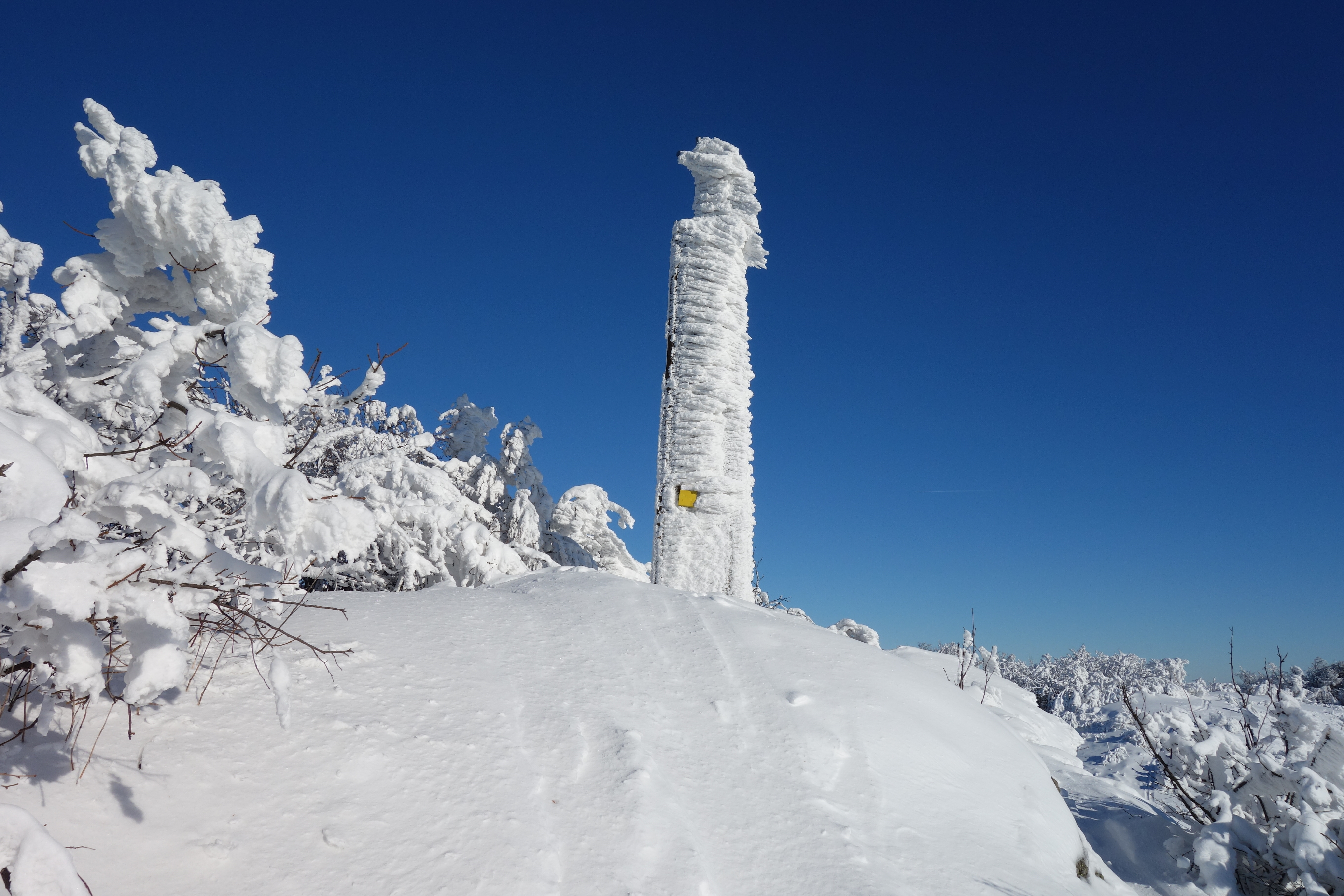
Najwyższy punkt Wyhorlatu

Wyhorlat (słow. Vihorlat) – najwyższy szczyt pasma Wyhorlat we wschodniej Słowacji. Wysokość – 1076 m n.p.m. Znajduje się w środkowej części pasma, na północ od wsi Poruba pod Vihorlatom. Szczyt jest w środku grzbietu, biegnącego od wschodu przez Nežabec, Sninský kameň, Motrogon i Tŕstie ku Wyhorlatowi i dalej przez Rozdielňę i Kyjov ku Dlhej. Na zboczach szczytu rozpościera się najmniejszy park krajobrazowy na Słowacji – CHKO Wyhorlat. Na szczycie są dobre warunki do lotniarstwa.

## Turystyka
Na północnej stronie góry znajduje się poligon Valaškovce, dlatego na szczyt nie prowadzi żaden oficjalny szlak turystyczny. Jest dojście lasem przez Poľanę pod Vihorlatom
- zielonym szlakiem ze wsi Poruba pod Vihorlatom przez Poľanę pod Vihorlatom
- żółtym szlakiem ze wsi Remetské Hámre przez Starą koniareň